# Кайла Санчес
Кайла Санчес (англ. Kayla Sanchez, 7 квітня 2001) — канадська плавчиня.
Призерка Чемпіонату світу з водних видів спорту 2019 року.
Призерка Пантихоокеанського чемпіонату з плавання 2018 року.
Призерка Ігор Співдружності 2018 року.
Чемпіонка світу з плавання серед юніорів 2017 року.

## Виступи на Олімпійських іграх
| Олімпіада  | Дисципліна                           | Час     | Місце |
| ---------- | ------------------------------------ | ------- | ----- |
| Токіо 2020 | 50 метрів вільним стилем             | 24.93   | 22    |
| Токіо 2020 | естафета 4x100 метрів вільним стилем | 3:32.78 | 2     |
| Токіо 2020 | естафета 4x200 метрів вільним стилем | 7:43.77 | 4     |
| Токіо 2020 | естафета 4x100 метрів комплексом     | 3:55.17 | 3     |